# Psychoda magnipalpus
Psychoda magnipalpus är en tvåvingeart som beskrevs av Quate 1960. Psychoda magnipalpus ingår i släktet Psychoda och familjen fjärilsmyggor.
Artens utbredningsområde är Amerikanska Samoa. Inga underarter finns listade i Catalogue of Life.